# برقاش
قرية برقاش هي إحدى القرى التابعة لمركز منشأة القناطر في محافظة الجيزة في جمهورية مصر العربية. حسب إحصاءات سنة 2006، بلغ إجمالي السكان في برقاش 14172 نسمة، منهم 7436 رجل و6736 امرأة.

## التاريخ
قرية برقاش من القرى القديمة حيث ذكرها ابن الجيعان في التحفة السنية باسم «مرج عنتر القبلي» ضمن أعمال الجيزية، كما ذكرها مرتضى الزبيدي في تاج العروس باسم «برقاش»، ووردت باسمها برقاش في تاريخ سنة 1228هـ.